# The Surfers
The Surfers waren eine niederländische Popband, die von 1978 bis 1981 bestand. Sie wurde bekannt durch ihre Single Windsurfin’, die in mehreren europäischen Staaten ein Hit war.

## Bandgeschichte
The Surfers entstanden als ein gemeinsames Projekt von Jaap Eggermont, Willem van Kooten, Manager Han Meijer und der Band Catapult. Mit ihrer ersten Single Windsurfin’, die vom Sound der Beach Boys inspiriert und durch Mitglieder von Breeze und The Internationals eingesungen worden war, gelang den Surfers in den Niederlanden und Belgien ein großer Hit, dort wurde Platz 2 der Charts erreicht. Auch in Deutschland war der Titel erfolgreich, dort belegte er Platz 16. Für Bühnenauftritte wurden jedoch vier andere Männer sowie drei Tänzerinnen engagiert. Mit dem Nachfolger Windsurfing-Time Again gelang in den Niederlanden noch ein weiterer Top-20-Erfolg, doch die folgenden zwei Singles floppten, worauf es 1981 zum Ende der Surfers kam.

## Diskografie

### Singles
| Jahr | Titel                  | Höchstplatzierung, Gesamtwochen, AuszeichnungChartplatzierungen (Jahr, Titel, Platzierungen, Wochen, Auszeichnungen, Anmerkungen) | Höchstplatzierung, Gesamtwochen, AuszeichnungChartplatzierungen (Jahr, Titel, Platzierungen, Wochen, Auszeichnungen, Anmerkungen) | Anmerkungen |
| Jahr | Titel                  | DE | NL | Anmerkungen |
| ---- | ---------------------- | --- | --- | ----------- |
| 1978 | Windsurfin’            | DE16 (14 Wo.)DE | NL2 (14 Wo.)NL |             |
| 1979 | Windsurfing-Time Again | — | NL17 (6 Wo.)NL |             |

Weitere Singles
- 1980: Girls on the Beach
- 1981: Let’s Go Surfing